# Elbrusskij
Elbrusskij – osiedle typu miejskiego w Rosji, w Karaczajo-Czerkiesji. W 2010 roku liczyło 320 mieszkańców.